# Довгий шлях в лабіринті
«Довгий шлях у лабіринті» (рос. «Долгий путь в лабиринте») — радянський художній 3-серійний телефільм 1981 року, за однойменним романом  Олександра Насібова.

## Сюжет
Герої фільму — чекісти Саша Сизова і Іван Шагін — вивозять із захопленого білогвардійцями міста конфісковані коштовності і доставляють їх до Києва. Повернувшись у захоплене Червоною Армією місто, вони викривають агента білогвардійців, який проник в ЧК, і беруть активну участь у розгромі банди полковника Шерстьова.
Перша серія — «Діаманти і хліб»
Друга серія — «Свідки»
Третя серія — «Пастка»

## У ролях
- Тетяна Лебедєва —  Саша Сизова
- Еммануїл Віторган —  Іван Шагін
- Всеволод Абдулов —  Мартін Лаціс
- Сергій Десницький —  Кузьмич
- Михайло Голубович —  Чорний
- Олександр Голобородько — Шерстьов, полковник
- Ігор Васильєв —  Костянтин Лелека
- Анатолій Ромашин —  Станіслав Оттович Бєлявський, лікар
- Алла Будницька —  Стефанія Бєлявська, артистка вар'єте
- Дмитро Миргородський —  Борис Борисович Тулін
- Костянтин Степанков —  Микола Терентійович Ящук
- Віктор Древицький —  Олесь Гроха
- Олена Амінова —  пасажирка в поїзді
- Семен Крупник —  дід з онуком в поїзді
- Василь Левін —  гість Бєлявських
- Сергій Гурзо —  Василь Гаркуша

## Знімальна група
- Автор сценарію:  Олександр Насібов
- Режисер-постановник:  Василь Левін
- Оператор-постановник:  Федір Сильченко
- Художник-постановник:  Олександр Токарєв
- Композитор:  Андрій Ешпай
- Слова пісень Євгена Євтушенка (рос. «Зашумит ли клеверное поле»), Віктора Вікторова
- Режисери: Норма Манн, С. Цивілько, Геннадій Тарасуль
- Оператор: А. Мосієнко
- Звукооператор: Ганна Подлєсна
- Режисери монтажу: Ельвіра Сєрова, Т. Римарьова
- Художник по костюмах: Н. Акімова
- Художник по гриму: Володимир Талала
- Комбіновані зйомки: оператор — С. Лилов, художник — К. Пуленко
- Редактор: А. Аксьонова
- Симфонічний оркестр Держкіно СРСР, диригент — Емін Хачатурян
- Пісня «Рулетка» композитора М. Дунаєвського, слова Н. Олєва
- Директор картини: Олег Галкін